# The Only Exception
The Only Exception è un singolo del gruppo musicale statunitense Paramore, il terzo estratto dal terzo album della band Brand New Eyes, pubblicato il 15 febbraio 2010. Ha ottenuto un discreto successo in tutto il mondo, diventando uno dei singoli di maggior successo dei Paramore.
Il video del brano è stato inserito alla posizione 14 della classifica dei migliori video del 2010 da AOL music, mentre la canzone è stata nominata ai Grammy Awards 2011 nella categoria Miglior interpretazione vocale pop di un gruppo.
Il 28 settembre 2010 è stato pubblicato un EP contenente la canzone in versione studio e dal vivo e il video ufficiale.

## Descrizione
La canzone è stata scritta dai membri del gruppo Hayley Williams, Josh Farro e Taylor York. È un brano con una semplice melodia che racconta la storia di una ragazza che ha sviluppato una visione pessimistica dell'amore dopo aver visto i suoi genitori separarsi, ma che poi trova qualcuno che la convince definitivamente che nella vita vale sempre la pena di amare e che questo qualcuno lei definisce "la sola eccezione" da cui deriva il titolo inglese del brano.

## Video musicale
Il video musicale, pubblicato il 17 febbraio 2010, è stato diretto da Brandon Chesbro. Inizia con la cantante Hayley Williams che si sveglia su un divano insieme al suo ragazzo, che decide di lasciare scrivendogli un biglietto di addio e andandosene. Passando quindi attraverso varie porte, tiene degli incontri e degli appuntamenti con altri ragazzi, che però non la convincono mai. A un certo punto raggiunge una stanza dove si sta tenendo un concerto, e incontra il suo fidanzato, che le sorride e le ricorda tutti i momenti passati insieme. La ragazza decide quindi di tornare da lui, attraversando nuovamente tutte le stanze di prima e coricandandosi di nuovo al suo fianco, stracciando il biglietto che aveva precedentemente scritto.

## Tracce
Vinile, download digitale
1. The Only Exception – 4:27

EP
1. The Only Exception – 4:27
2. The Only Exception (Live from Nova 100 Australia) – 4:33
3. The Only Exception (Video) – 4:27

## Formazione
- Hayley Williams – voce, tastiera
- Josh Farro – chitarra solista
- Taylor York – chitarra ritmica
- Jeremy Davis – basso
- Zac Farro – batteria, percussioni

## Classifiche

### Classifiche settimanali
| Classifica (2010)          | Posizione massima |
| -------------------------- | ----------------- |
| Australia                  | 17                |
| Brasile                    | 8                 |
| Canada                     | 25                |
| Irlanda                    | 28                |
| Nuova Zelanda              | 13                |
| Regno Unito                | 31                |
| Regno Unito (download)     | 30                |
| Regno Unito (rock & metal) | 1                 |
| Scozia                     | 26                |
| Stati Uniti                | 24                |
| Stati Uniti (pop)          | 24                |
| Stati Uniti (adult)        | 28                |
| Stati Uniti (adult top 40) | 9                 |
| Stati Uniti (digital)      | 17                |
| Stati Uniti (rock digital) | 1                 |
| Stati Uniti (radio)        | 13                |

### Classifiche di fine anno
| Classifica (2010)          | Posizione |
| -------------------------- | --------- |
| Australia                  | 75        |
| Stati Uniti                | 93        |
| Stati Uniti (adult pop)    | 37        |
| Stati Uniti (rock digital) | 47        |

## Cover
Della canzone sono state realizzate diverse cover acustiche, ed è stata cantata in un episodio della serie televisiva Glee dal personaggio Rachel Berry, interpretato da Lea Michele. Hayley Williams si complimentò poi tramite il suo account Twitter con l'attrice per la sua performance. La cover è stata successivamente pubblicata come singolo, vendendo 89 000 copie negli Stati Uniti.